# Fahnenjunker

Stopień Fahnenjunker w Wehrmachcie

Fahnenjunker – niemiecki stopień wojskowy, zbliżony do polskiego tytułu podchorążego.

## Bundeswehra
W wojskach lądowych i lotnictwie jest to najniższy stopień podoficerski, kandydatów na oficerów. Następnym stopniem podoficerskim, osiąganym zazwyczaj po 9 miesiącach służby jest chorąży. Odpowiednikiem stopnia Fahnenjunker w marynarce wojennej jest midszypman.

## Historia
Historycznie termin Fahnenjunker odnosił się do młodych (14-16 lat) osób pochodzenia szlacheckiego, odbywających przeszkolenie wojskowe w piechocie. Termin ten został przyjęty również w innych niż niemieckie armiach, które wzorowały się organizacyjnie na rozwiązaniach niemieckich (np. armia rosyjska, armia szwedzka).
W armii cesarstwa niemieckiego kandydaci na oficerów, przechodzący szkolenie oficerskie, nosili tytuł Avantageure lub Aspiranten. W 1899 nazwę stopnia zmieniono na Fahnenjunker, a w marynarce wojennej odpowiednikiem tego stopnia był kadet (Kadett lub Seekadett). Aby otrzymać ten stopień wymagane było świadectwo ukończenia szkoły średniej lub zdanie egzaminu do szkoły oficerskiej.
W Reichsweherze początkowo zniesiono stopień Fahnenjunkra, ale w połowie lat 20. został przywrócony dla osób przechodzących szkolenie oficerskie. W Wehrmachcie kandydaci na oficerów i podoficerów mieli dodawany przyrostek Fahnenjunker do stopnia oficerskiego lub podoficerskiego, na który kandydowali, np. Fahnenjunker-Feldwebel. Od 1940 zmieniono tę zasadę i zaczęto posługiwać się terminem Offizieranwärter (O.A.) lub Reserveoffizieranwärter (R.O.A.) (dla oficerów rezerwy). Od 1943 wrócono do nazwy Fahnenjunker.
W armii NRD nie stosowano tego stopnia.